# Mobi Oparaku
Mobi Oparaku, född den 1 december 1976 i Owerri, Nigeria, är en nigeriansk fotbollsspelare. Vid fotbollsturneringen under OS 1996 i Atlanta deltog han i det nigerianska lag som tog guld. 